# 浅田顕
浅田 顕（あさだ あきら、1967年11月28日 - ）は、東京都出身の自転車競技選手（プロロードレーサー）、監督。175 cm、60 kg。血液型はA型。現在はエキップアサダ監督兼代表。

## 来歴
高校卒業後、ブリヂストンサイクルに入社し、実業団選手として自転車競技部（後のチームブリヂストン・アンカー、現ブリヂストン・アンカー・サイクリングチーム）に所属。
1989年に退社し渡仏。1990年に栃木県宇都宮市での世界選手権ロードレース開催を機に国内プロ登録。世界選手権では棄権に終わったものの、全日本プロ選手権で優勝を果たす。
1992年からは欧州のプロチームと契約。1994年にはパリ〜ツール完走を果たす。1995年引退。
1996年、監督としてチームブリヂストン・アンカーに復帰。欧州UCI優勝者やオリンピック代表を輩出する。
2006年に独立してチームバン・サイクリング、翌年にエキップアサダを設立。
チームブリヂストン・アンカー時代に別府史之、チームバン、エキップアサダで新城幸也を育てており、彼らがツール・ド・フランス2009に出場した際には『J SPORTS cycle road race』の解説者を務めた。特に新城の出場が決まったときには涙を流して喜んだ。
エキップアサダのスポンサーの一社に梅丹本舗がいる関係から、2010年には同社のサプリメント「スーパーアスリート」シリーズのテレビCMでナレーションを担当した。
2012年はエキップアサダ監督と兼任で古巣のチームブリヂストン・アンカーに復帰、U-23チームの監督を務めた。2013年はチームブリヂストン・アンカーの体制変更に伴い、エキップアサダがチームブリヂストン・アンカーのU-23チームを事実上吸収した新チーム「EQA U23」を率いる。

## 人物
- 様々な国のチームに所属し、海外遠征を中心とした人生を送っているため、フランス語、英語等の語学に堪能。2013年現在はロシア語とポルトガル語を習得中。
- 「掃除はライフワーク」と発言するほどのきれい好きである。
- 日本においてよりもフランスでのほうが有名。これは「異国フランスで自転車チームを率いる日本人監督」という特異性もあるが、現地プロチームとの戦いにおいてきっちりと勝利を収めてきているためである。

- 好きなミュージシャン：小林旭、アート・ブレイキー、ホセ・カレーラス、フリオ・イグレシアス、Djavan、エリス・レジーナ
- 好きな映画：「男と女」（クロード・ルルーシュ）、『自転車に乗った男』（フィリップ・アレル）

## 出版物
- 「浅田顕のスポーツバイシクルライディングテクニック」（山と渓谷社）
- 「人生の目標を決めたら諦めない」（ジャパンマテリアル）